# SN 1964E
SN 1964E – supernowa typu Ia odkryta 3 marca 1964 roku w galaktyce MCG +09-20-51. Jej maksymalna jasność wynosiła 12,50m.